# Systemlandschaft
Systemlandschaft ist ein Begriff der in der Informationstechnik verwendet wird und beschreibt die Gesamtheit der in einer Systemumgebung eingesetzten Anwendungen, sowie sämtliche Infrastrukturkomponenten eines Netzwerkes, die zu verwaltenden Daten und die Schnittstellen zwischen den Komponenten.
Die Systemlandschaft ergibt sich aus der historisch gewachsenen, oftmals heterogenen IT-Infrastruktur. So können in einem Unternehmen gleichzeitig viele unterschiedliche Anwendungssysteme von unterschiedlichen Herstellern existieren, wie z. B. ein CRM-System im Vertrieb, ein ERP-System im Kundenservice oder eine Buchhaltungssoftware in der Finanzabteilung mit teilweise sich überschneidenden Funktionen. Diese Komplexität kann eine flexible Prozessoptimierung verteuern und einen Bedarf an kosten- und pflegeintensiven Schnittstellen verursachen.